# Шарковский, Александр Николаевич
Александр Николаевич Шарковский  (укр. Олександр Миколайович Шарковський; 7 декабря 1936, Киев — 21 ноября 2022) — советский и украинский математик.
Наиболее известнен благодаря доказательству теоремы, которая получила его имя.
Автор трудов по теории динамических систем, теоретической механике.

## Биография
Родился в Киеве, где окончил среднюю школу № 70 для мальчиков. Отец, уроженец Стародуба, был начальником отдела технического контроля на заводе имени Г. И. Петровского, мать (родом из  Белиевки) работала сестрой–хозяйкой в Первой областной больнице, позже намотчицей на заводе и библиотекарем.
Скончался 21 ноября 2022 года.

## Карьера
В 1952 году фамилия Шарковского появилось в математическом мире — журнале «Успехи математических наук», когда восьмиклассник Александр Шарковский стал победителем Киевской математической олимпиады школьников.
А первую научную работу он написал уже на первом курсе Киевского университета.
По окончании с отличием КГУ им. Т. Г. Шевченко он так же успешно завершает аспирантуру Института математики АН УССР досрочной защитой кандидатской диссертации (1961).
В 1967 году, защищает и докторскую диссертацию.
С 1974 года А. Н. Шарковский заведовал отделом дифференциальных уравнений Института математики АН УССР, а с 1986 года возглавлял отдел теории динамических систем, который был создан по его инициативе.
Заведующий отделом теории динамических систем Института математики НАН Украины.
Научную работу А. Н. Шарковский активно совмещал с педагогической деятельностью. С середины 1960-х годов читал общие курсы и лекции по теории динамических систем на механико-математическом факультете родного университета. А. Н. Шарковский — автор почти 250 научных трудов, из них пять монографий, написанных в соавторстве с учениками. Среди учеников — 3 доктора и 14 кандидатов наук. Много энергии и времени отдал украинский учёный развитию научных связей. Он выступал с лекциями в университетах и научных центрах более чем 20 стран Европы и Америки, в университетах Китая и Австралии. Входил в редколлегии ряда международных математических изданий, в том числе являлся соредактором журнала «Journal of Difference Equations and Applications» (США).

## Вклад
А. Н. Шарковскому принадлежат и фундаментальные результаты теории динамических систем на произвольных топологических пространствах.
Им заложены основы топологической теории одномерных динамических систем, теории, которая на сегодня является одним из инструментов исследования эволюционных задач самой разной природы.
Так называемый порядок Шарковского объясняет сосуществования периодических траекторий различных периодов.
С этой теоремой связывают начало нового направления в теории динамических систем — комбинаторной динамики.
Исследована топологическая структура бассейнов притяжения различных множеств; получен ряд критериев простоты и сложности динамических систем. 
Исследования, проведённые А. Н. Шарковским, позволили ему предложить концепцию «идеальной турбулентности» — нового математического явления в детерминированных системах, которое моделирует во времени и пространстве сложнейшие свойства турбулентности, а именно: процессы образования когерентных структур убывающих масштабов и рождения случайных состояний.

## Признание и память
- Член-корреспондент АН УССР (1978).
- действительный член НАН Украины (2006).
- В 1994 году в Испании состоялась международная конференция «Тридцать лет теореме Шарковского. Новые перспективы».
- Лауреат премий НАН Украины им. Н. Н. Боголюбова и М. А. Лаврентьева.

### Монографии
- Введение в теорию функциональных уравнений / Г. П. Пелюх, А. Н. Шарковский ; АН УССР. Ин-т математики. — Киев : Наук. думка, 1974. — 119 с. : граф.; 20 см.
- Разностные уравнения и их приложения (djvu) pdf / А. Н. Шарковский, Ю. Л. Майстренко, Е. Ю. Романенко; АН УССР, Ин-т математики. — Киев : Наук. думка, 1986. — 278,[1] с. : ил.; 23 см;
- Автостохастичность в детерминированных системах / Е. Ю. Романенко, А. Н. Шарковский. — Киев : ИМ, 1989. — 15 с. : ил.; 20 см.
- Динамика одномерных отображений / Шарковский А. Н., Коляда С. Ф., Сивак А. Г., Федоренко В. В. Киев: Научная мысль, 1989, 216 с.
- А. Н. Шарковский. Атракторы траекторий и их басейны. — Киев: Наукова думка, 2013. — 320 с. — 300 экз. — ISBN 978-966-00-1292-9.

### Статьи
- Список научных трудов в каталоге РГБ.
- Список трудов на Math-Net.Ru.